# Алишан
Алишан (фр. Allichamps) насеље је и општина у североисточној Француској у региону Шампања-Ардени, у департману Горња Марна која припада префектури Сен Дизје.
По подацима из 2011. године у општини је живело 398 становника, а густина насељености је износила 145,26 становника/km². Општина се простире на површини од 2,74 km². Налази се на средњој надморској висини од 141 метар.

## Демографија
| 1962. | 1968. | 1975. | 1982. | 1990. | 1999. | 2011. |
| ----- | ----- | ----- | ----- | ----- | ----- | ----- |
| 413   | 417   | 409   | 453   | 382   | 371   | 398   |

График промене броја становника у току последњих година